# Họ Cá lịch biển
Họ Cá lịch biển (tên khoa học Muraenidae) là một họ thuộc bộ Cá chình phân bố toàn cầu với khoảng 16 chi với tổng cộng 200 loài gần như chỉ sống ở biển, nhưng một số loài thường xuyên được nhìn thấy trong nước lợ và một số ít, ví dụ cá lịch nhiều răng (Gymnothorax polyuranodon) đôi khi có thể được tìm thấy trong nước ngọt. 
Với chiều dài tối đa 11,5 cm, loài cá lịch biển nhỏ nhất là có khả năng là cá lịch Snyder (Anarchias leucurus), trong khi loài dài nhất (Strophidon sathete) dài đến 4 m, còn loài nặng nhất là cá lịch Java (Gymnothorax javanicus), dài đến 3 m và có trọng lượng 30 kg.

## Các chi

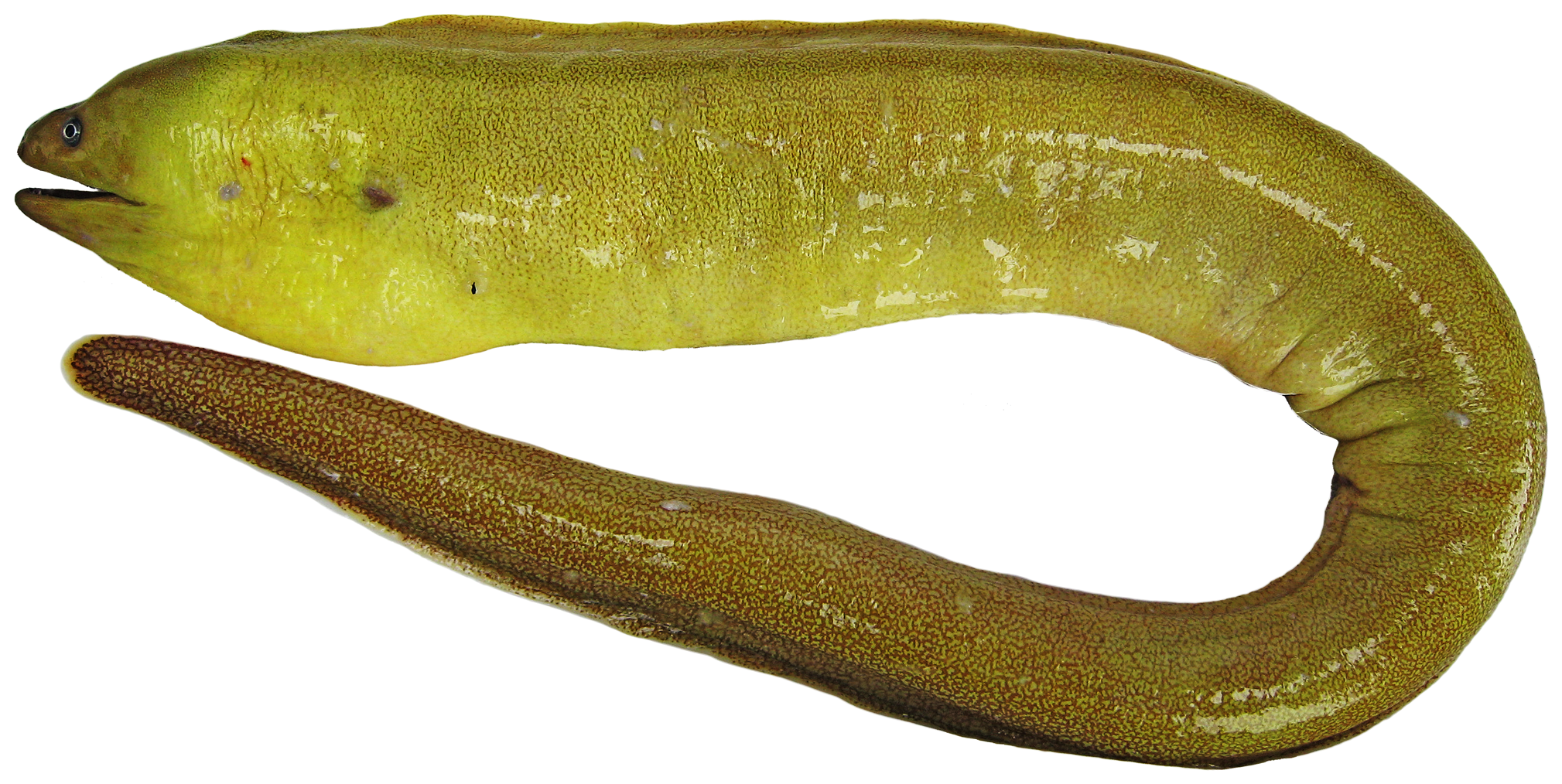
Gymnothorax maderensis

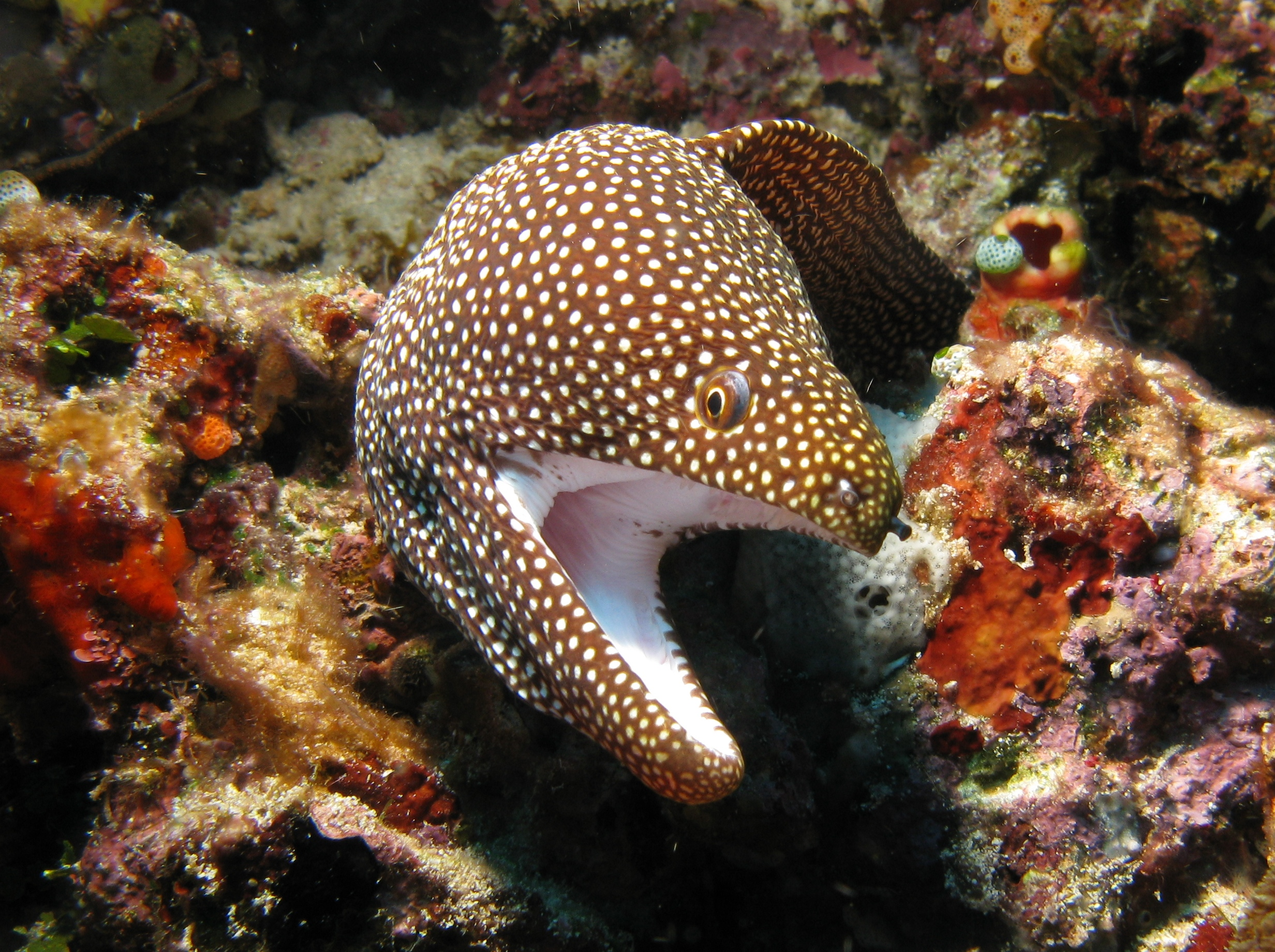
Cá lịch mõm trắng (Gymnothorax meleagris).

- Phân họ Muraeninae: 164 loài.
  - Diaphenchelys: 1 loài.
  - Echidna: 11 loài.
  - Enchelycore: 12 loài.
  - Enchelynassa: 1 loài.
  - Gymnomuraena: 1 loài.
  - Gymnothorax: 124 loài.
  - Monopenchelys: 1 loài.
  - Muraena: 10 loài.
  - Pseudechidna: 1 loài.
  - Rhinomuraena: 1 loài.
  - Strophidon: 1 loài.
- Phân họ Uropteryginae: 36 loài.
  - Anarchias: 11 loài.
  - Channomuraena: 2 loài.
  - Cirrimaxilla: 1 loài
  - Scuticaria: 2 loài.
  - Uropterygius: 20 loài.